# Diseño de Sistemas en Silicio
Diseño de Sistemas en Silicio S.A., kurz DS2, war ein spanisches Unternehmen mit Sitz in Paterna, Provinz Valencia das integrierte Schaltkreise für Trägerfrequenzanlagen entwickelte. Integrierte Schaltkreise von DS2 wurden unter anderem von BT, Telefónica, ITT, Alcatel  und IBM für IPTV eingesetzt.
DS2 erfand die Hochgeschwindigkeit-Powerline-Kommunikation und ermöglichte dadurch die Vernetzung von Multimedia- und Unterhaltungsanwendungen zu Hause sowie Breitband-Internetzugang über das Stromnetz mit hoher Qualität in Wohnungen, Büros, Häusern sowohl in der Stadt als auch in ländlichen Gemeinden. 2004 stellte DS2 das erste System für Powerline Communication mit 200 MBit/s vor, 2008 folgten die weltweit ersten vollständig kompatiblen Systeme für 100, 200 und 400 MBit/s.
Im Jahr 2005 gründete DS2 mit einigen Kunden die Handelsgesellschaft Universal Powerline Association (UPA) als Gegengewicht zur HomePlug Powerline Alliance.
Im August 2010 wurde, nach einem Insolvenzverfahren und der anschließenden Auflösung des Unternehmens, die entwickelte Technologie von der Marvell Technology Group übernommen.

## Produkte

Embedded Powerline

- Koppler für Datenübertragungssysteme
- Übergang (Gateway) zur Kommunikation zwischen dem lokalen LAN-Computernetz und anderen Netzhierarchien
- LAN-Ethernet-Systeme zur Daten- und Audioübertragung
- Für VoIP bestimmte Endgeräte für den Empfang und Sendung von Datenfernübertragungen
- Video- und Audioverteiler
- IP-Netzsysteme zur Videoübertragung
- Modems für Datenübertragungsnetze

## Auszeichnungen
- 2003 wurde DS 2 mit dem Preis Innovación Tecnológica  Premios Príncipe Felipe a la Excelencia Empresarial ausgezeichnet.[2]